# Liponema multicornis
Liponema multicornis is een zeeanemonensoort uit de familie Liponematidae.
Liponema multicornis is voor het eerst wetenschappelijk beschreven door Verrill in 1880.